# FK Tarpeda Zsodzina
A Tarpeda Zsodzina (belarusz nyelven: Футбольны Клуб Тарпеда Жодзіна, magyar átírásban: Futbolni Klub Tarpeda Zsodzina) egy fehérorosz labdarúgócsapat Zsodzinában, Fehéroroszországban, jelenleg a fehérorosz labdarúgó-bajnokság élvonalában szerepel.